# White Mountain Motorsports Park
White Mountain Motorsports Park est un circuit de course automobile ovale de 1/4 de mille (environ 0,4 km) situé à North Woodstock, New Hampshire aux États-Unis. Il doit son nom aux Montagnes Blanches, chaîne de montagnes faisant partie des Appalaches. La série ACT Tour s'y produit chaque année depuis 1998 et la série PASS North depuis sa fondation en 2001.

## Vainqueurs des courses ACT Tour
- 6 septembre 1998 Brian Hoar
- 19 juin 1999 Brian Hoar
- 17 juin 2000 Tracie Bellerose
- 24 août 2000 Phil Scott
- 9 juin 2011 Pete Fecteau
- 8 juin 2002 Patrick Laperle
- 21 septembre 2002 Ryan Moore
- 14 juin 2003 Jean-Paul Cyr
- 23 août 2003 Eric Williams
- 5 juin 2004 Jean-Paul Cyr
- 22 août 2004 Joey Laquerre
- 11 juin 2005 Jean-Paul Cyr
- 17 juin 2006 Ben Rowe
- 12 août 2006 Jean-Paul Cyr
- 30 juin 2007 Brent Dragon
- 18 août 2007 Scott Payea
- 16 août 2008 Eric Williams
- 27 juin 2009 John Donahue
- 26 juin 2010 Brian Hoar
- 18 juin 2011 John Donahue
- 23 juin 2012 Wayne Helliwell, Jr.
- 13 juillet 2013 Bobby Therrien
- 21 juin 2014 Jeff White
- 20 juin 2015 Wayne Helliwell, Jr.

## Vainqueurs des courses PASS North
- 21 juillet 2001 Ben Rowe
- 2 septembre 2001 Ben Rowe
- 20 juillet 2002 Sam Sessions
- 14 septembre 2002 Ben Rowe
- 19 juillet 2003 Larry Gelinas
- 13 septembre 2003 Ben Rowe
- 8 mai 2004 Ben Rowe
- 24 juillet 2004 Rick Martin
- 18 septembre 2004 Larry Gelinas
- 29 avril 2005 Ben Rowe
- 16 juillet 2005 Ben Rowe
- 17 septembre 2005 Richie Dearborn
- 15 juillet 2006 Scott Chubbuck
- 16 septembre 2006 Dale Shaw
- 26 mai 2007 Mike Rowe
- 14 octobre 2007 Cassius Clark
- 24 mai 2008 Ben Rowe
- 12 septembre 2008 D.J. Shaw
- 23 mai 2009 Ben Rowe
- 18 septembre 2008 Richie Dearborn
- 22 mai 2010 Johnny Clark
- 17 septembre 2010 Richie Dearborn
- 11 septembre 2011 Johnny Clark
- 24 septembre 2011 D.J. Shaw
- 26 mai 2012 Cassius Clark
- 12 août 2012 D.J. Shaw
- 22 septembre 2012 Derek Ramstrom
- 31 août 2013 Joey Doiron - Course 1
- 31 août 2013 Joey Doiron - Course 2
- 31 mai 2014 D.J. Shaw